# Jatropha glandulifera
Jatropha glandulifera är en törelväxtart som beskrevs av William Roxburgh. Jatropha glandulifera ingår i släktet Jatropha och familjen törelväxter. Inga underarter finns listade i Catalogue of Life.